# Pirenejski pies górski
Pirenejski pies górski (fr. chien de montagne des Pyrénées) – rasa psa zaliczana do grupy molosów w typie górskim, wyhodowana w starożytności na terenach obecnej Francji. Użytkowana pierwotnie do strzeżenia owiec, a współcześnie jako pies stróżujący i pies-towarzysz.

## Rys historyczny
Jest to bardzo stara rasa, używana już przez Basków, którzy zamieszkiwali tereny koło Pirenejów w południowej Francji. W czasie II wojny światowej psy te używane były do ciągnięcia artylerii. Są spokrewnione z innymi, dużymi psami stróżującymi, takimi jak kuvasz, owczarek anatolijski i owczarek podhalański.

## Klasyfikacja
W klasyfikacji FCI rasa ta została zaliczona do grupy II – Pinczery, sznaucery, molosy i szwajcarskie psy do bydła, sekcja 2.2 – Molosy typu górskiego. Nie podlegają próbom pracy.
Zgodnie z klasyfikacją amerykańską, należy do grupy psów pracujących. Typ dogowaty.

## Wygląd
Duży i mocno zbudowany pies, poruszający się bardzo lekko i płynnie.

### Szata i umaszczenie
Szata bardzo gęsta, długa i elastyczna. Najdłuższa jest na ogonie i wokół szyi, gdzie może być lekko pofalowana. Dopuszczalne umaszczenia: białe, białe z szarym, bladożółte, wilcze; mogą występować pomarańczowe plamy na głowie, uszach i nasadzie ogona. Ma podwójny wilczy pazur na tylnych łapach, natomiast na kończynach przednich ostrogi występują czasami, także podwójne.

## Zdrowie i pielęgnacja
Aby pirenejski pies górski zachował dobrą kondycję, należy regularnie zapewniać mu dużo ruchu. Rasa źle znosi upały. Sierść psa powinna być regularnie szczotkowana, zwłaszcza w okresie silnego linienia podszerstka. Najczęstsze dolegliwości nękające tę rasę to dysplazja stawów biodrowych, problemy z powiekami, skręt żołądka, rak kości, zwichnięcie rzepki, problemy skórne, padaczka, głuchota i dziedziczne choroby oczu.